# برنار كازنوف
برنار كازنوف (بالفرنسية: Bernard Cazeneuve) مواليد 2 يونيو 1963 في واز، فرنسا، هو سياسي فرنسي . ولد في إقليم واز. في سنة 1997 تم انتخابه نائبا للجمعية الوطنية الفرنسية ممثلا الدائرة الخامسة لإقليم المانش. في عام 2012 تم تعيينه وزيرا للدولة للشؤون الأوروبية. في عام 2013 عين في منصب وزير الدولة لشؤون الميزانية. في 2014 شغل منصب وزير الداخلية.

## روابط خارجية
- برنار كازنوف على موقع IMDb (الإنجليزية)
- برنار كازنوف على موقع مونزينجر (الألمانية)
- برنار كازنوف على موقع قاعدة بيانات الفيلم (الإنجليزية)